# 卡坦迪卡
卡坦迪卡是東非國家莫桑比克的城鎮，由馬尼卡省負責管轄，位於該國西部，毗鄰與津巴布韋接壤的邊境，距離貝拉約300英里，2008年人口估計約29,052。